# Балашов, Лука Лукич
Лука Лукич Балашов (20.02.1918 — 1996) — руководитель работ в области создания систем управления ракетных и ракетно-космических комплексов, лауреат Ленинской премии.

## Биография
Родился 20.02.1918 в семье моряка и учительницы в г. Алёшки (Цюрупинск), где в 1927—1937 гг. учился в средней школе № 1.
Окончил Харьковский авиационный институт (1945). В 1945—1947 гг. инженер на военном заводе. В 1947 г. секретарь Харьковского горкома комсомола.
В 1947—1991 гг. работал на харьковском заводе «Электроинструмент» (Государственное научно-производственное предприятие «Объединение Коммунар»): начальник сборочных цехов, начальник производства, заместитель главного инженера, главный инженер завода, в 1964—1983 — главный конструктор ракетно-космических систем, начальник СКБ и главный конструктор.
Руководитель работ в области создания систем управления ракетных и ракетно-космических комплексов.
Лауреат Ленинской премии и премии Совета Министров СССР. Награждён орденами Ленина, Октябрьской революции и Трудового Красного Знамени (дважды).
Умер в 1996 году. Похоронен в Харькове.
Семья: жена, трое детей.